# Хищник 2
«Хищник-2» (англ. Predator 2) — американский научно-фантастический боевик, поставленный режиссёром Стивеном Хопкинсом по сценарию братьев Томас.
Главные роли исполнили Дэнни Гловер, Кевин Питер Холл, Гэри Бьюзи, Адам Болдуин, Мария Кончита Алонсо, Рубен Блейдс.
Композитором, как и в первом фильме, выступил Алан Сильвестри.
Премьера фильма состоялась в Лос-Анджелесе и Нью-Йорке 21 ноября 1990 года.
Картина является продолжением фильма «Хищник» 1987 года режиссёра Джона Мактирнана. Своим финалом, в котором появляется череп «Чужого», создан пролог для кинофильмов серии «Чужой против Хищника». В 2010 году получила продолжение в виде кинофильма «Хищники» режиссёра Нимрода Антала. В 2018 году вышло ещё одно продолжение «Хищник» режиссёра Шейна Блэка.
Сюжет фильма рассказывает о полицейских города Лос-Анджелеса, которые сталкиваются с агрессивной инопланетной формой жизни, ведущей охоту на людей.
Картина была удостоена номинаций: лучший грим, лучший научно-фантастический фильм, лучшие спецэффекты кинопремии «Сатурн». Однако не была коммерчески успешной и при бюджете 35 миллионов долларов смогла собрать в мировом прокате всего 57 миллионов, причем 30 из них в домашнем прокате.
По мотивам фильма была выпущена одноименная компьютерная игра и игрушки, изображающие персонажей фильма. 1 декабря 1990 года по мотивам фильма в продажу вышла книга Саймона Хоука, в которую вошли описания сцен, вырезанных при окончательном монтаже ленты.
Следующий фильм серии — «Хищники» — появился лишь спустя 20 лет.

## Сюжет
Жаркое лето 1997 года. В Лос-Анджелесе идёт война между ямайскими и колумбийскими бандами. Колумбийцы, накачавшиеся наркотиками, устраивают уличную баррикаду и поливают полицию шквальным огнём. Подоспевший на помощь лейтенант полиции Майкл Харриган истребляет преступников за баррикадой, но другая группа укрывается в здании. Харриган получает приказ оцепить здание и ожидать прибытия некоего специального федерального подразделения, но, опасаясь, что бандиты укрепятся в здании, ведёт туда людей. Тем временем некто истребляет всех бандитов. Харриган успевает заметить на крыше массивный полупрозрачный силуэт, в который стрелял избежавший резни бандит. На место прибывают федеральные агенты под руководством Питера Киза и начинают расследование. Харригану приказано оказывать им полное содействие. 
Шайка выходцев с Ямайки проникает в пентхаус и совершает ритуальное убийство колумбийского наркобарона Рамона Веги. Неизвестный убийца расправляется и с ними, но щадит девушку, с которой развлекался Вега. Харриган вновь нарушает приказ дожидаться федералов и заходит в здание. Полицейские находят ободранные трупы, висящие вниз головой. Появившийся Киз выгоняет полицейских. Харриган приказывает новичку Джерри следить за Кизом и посылает своего друга, детектива Дэнни Арчулету, достать вбитый в стену наконечник, замеченный на месте преступления, но детектив погибает от руки таинственного убийцы. Судмедэксперт не может определить состав сплава наконечника и сообщает, что найденный на месте преступления кусок дерева пропитан кровью со скотобойни, где Джерри потерял след Киза. Джерри сообщает, что Киз — учёный-физик, связанный с неким секретным проектом.
Лейтенант Харриган встречается с шаманом, лидером ямайцев, «Королём Уилли». Тот считает, что убийства совершает демон «из другого мира». После ухода Харригана наркобарон погибает от рук того же убийцы. Посетив могилу Дэнни, лейтенант обнаруживает ожерелье погибшего друга, которое некто только что повесил на ветку.
Леона и Джерри едут в вагоне метро. Шайка вооружённых хулиганов пристаёт к пассажирам. Появляется убийца и расправляется со всеми вооруженными пассажирами, кого встречает на пути. Леона ведёт пассажиров к переднему вагону, а Джерри прикрывает их отход. Убийца обнаруживает, что Леона беременна, и не трогает её. Прибывший Харриган спускается в метро и понимает, что у всех погибших есть нечто общее — они были вооружены. Идя по кровавому следу, он видит убийцу, который вырывает из тела Джерри череп и позвоночник. Преследуя убийцу, Харриган догадывается, что тот направляется к бойне, но там его останавливают федеральные агенты. Киз объясняет Харригану, что они имеют дело с инопланетянином, занимающимся охотой на людей, рассказывает про события 10-летней давности, когда подобный инопланетянин почти полностью уничтожил элитное спецподразделение в джунглях Южной Америки. Киз рассчитывает захватить инопланетянина, приходящего питаться на бойню. Группа Киза оснащена специальными костюмами, в которых они должны быть невидимы для пришельца, видящего в инфракрасном свете.
Инопланетянин чувствует опасность и, переключая оптические диапазоны, обнаруживает лучи фонарей федералов, а также тот факт, что сам потерял невидимость из-за пыли, рассеянной людьми Киза. Агенты занимают круговую оборону, но пришелец приземляется в центре их порядка и уничтожает всю группу. Харриган бросается на помощь, ему удаётся ранить инопланетянина и сорвать с него маску. Пришелец приходит в себя и убивает раненого Киза при помощи метательного диска. Он загоняет Харригана на крышу дома, но полицейский перебрасывает Хищника через край крыши. Повиснув на карнизе, Хищник пытается привести в действие механизм самоуничтожения на своём запястье, но Харриган, завладев диском, отсекает ему руку. Пришелец падает и, пролетев сквозь окно, оказывается в здании. Оказавшись внутри квартиры пожилой пары, Хищник обрабатывает свои раны, а затем сбегает. Преследуя его, Харриган спускается в шахту лифта и обнаруживает в подземном помещении космический корабль.
Внутри корабля лейтенант видит множество черепов, среди которых есть череп другого инопланетного существа — Чужого. Завязывается последняя дуэль, Харриган получает тяжёлое ранение, Хищник собирается убить его, но лейтенант добивает противника при помощи диска. Появляются наблюдавшие за боем сородичи Хищника. Соблюдая свои представления о чести, «старейшина» дарит полицейскому в знак уважения старинный кремнёвый пистолет 1715 года, на котором значится имя Рафаэля Адолини. Хищники уносят тело своего поверженного товарища, и их корабль улетает.
В финале на претензию агента Гарбера о том, что спецназовцы практически поймали пришельца, Харриган с усмешкой замечает, что такая возможность им ещё предоставится.

## В ролях
- Дэнни Гловер — лейтенант Майк Харриган[15];
- Кевин Питер Холл — Хищник;
- Гэри Бьюзи — агент Питер Киз[15];
- Рубен Блейдс — детектив Дэнни Арчулета[15];
- Мария Кончита Алонсо — детектив Леона Кантрелл[15];
- Билл Пэкстон — детектив Джерри Ламберт[15];
- Роберт Дави — капитан Хайнеманн;
- Адам Болдуин — агент Гарбер;
- Кент МакКорд[англ.] — капитан Пилгрим;
- Мортон Дауни[англ.] — журналист Тони Поуп;
- Кэлвин Локхарт[англ.] — Король Вилли;
- Лилиан Шовен — Айрин Эдвардс;
- Тери Вайгель — колумбийка Мэдхен;
- Генри Кинги[фр.] — Эль Скорпио;
- Кори Рэнд — Рамон Вега;
- Стив Кэхан[англ.] — сержант Сиэнт;
- Эльпидия Каррильо — Анна Гонсалез;
- Брайан Левинсон[англ.] — Брайан;
- Пауло Точа[англ.] — детектив;
- Луис Эпполито[нем.] — патрульный;
- Майкл Уайзмэн[англ.] — полицейский;
- Кэйси Сандер[фр.] — агент;
- Пэт Скиппер — агент;
- Майкл Пападжон — бандит в метро;
- Сильвия Каудерс[англ.] — Рут Олбрайт;
- Чак Бойд[англ.] — репортёр;
- Джим Исида[яп.] — репортёр;
- Пауло Точа[нем.] — детектив;
- Хсу Гарсия — детектив;
- Хэл Рэйл[англ.] — Хищник (озвучка);
- Игроки «Лос-Анджелес Лейкерс» — Хищники на космическом корабле[21].

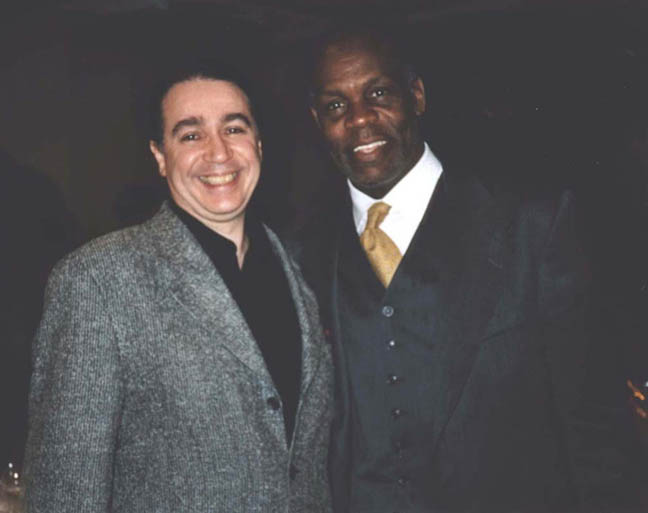
Дэнни Гловер (справа), исполнитель роли лейтенанта Харригана
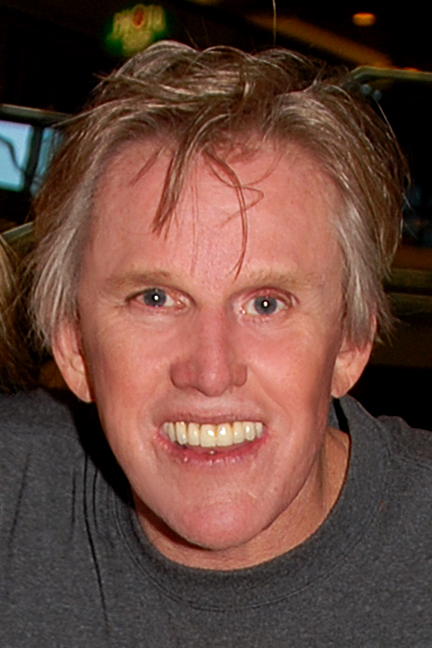
Гэри Бьюзи, исполнитель роли агента Питера Киза
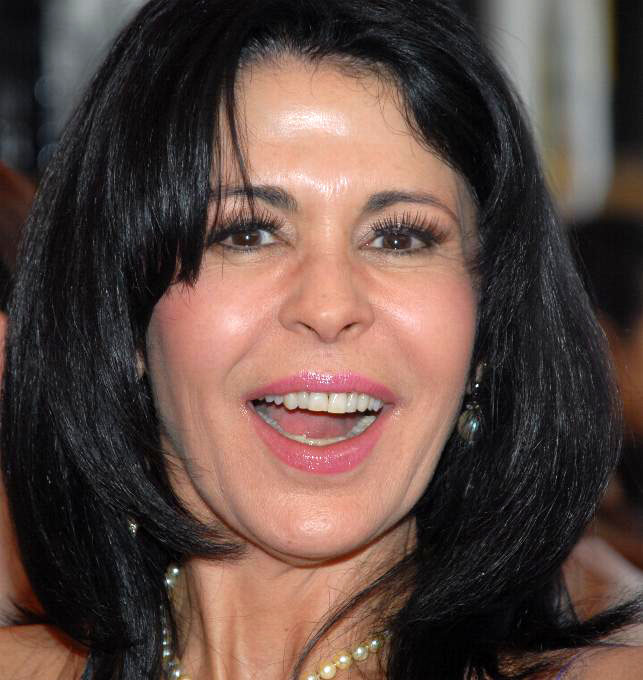
Мария Кончита Алонсо, исполнительница роли детектива Леоны Контрелл
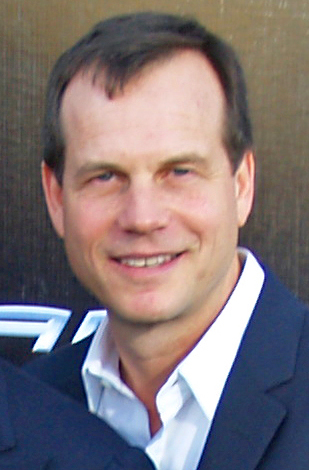
Билл Пэкстон, исполнитель роли детектива Джери Ламберта
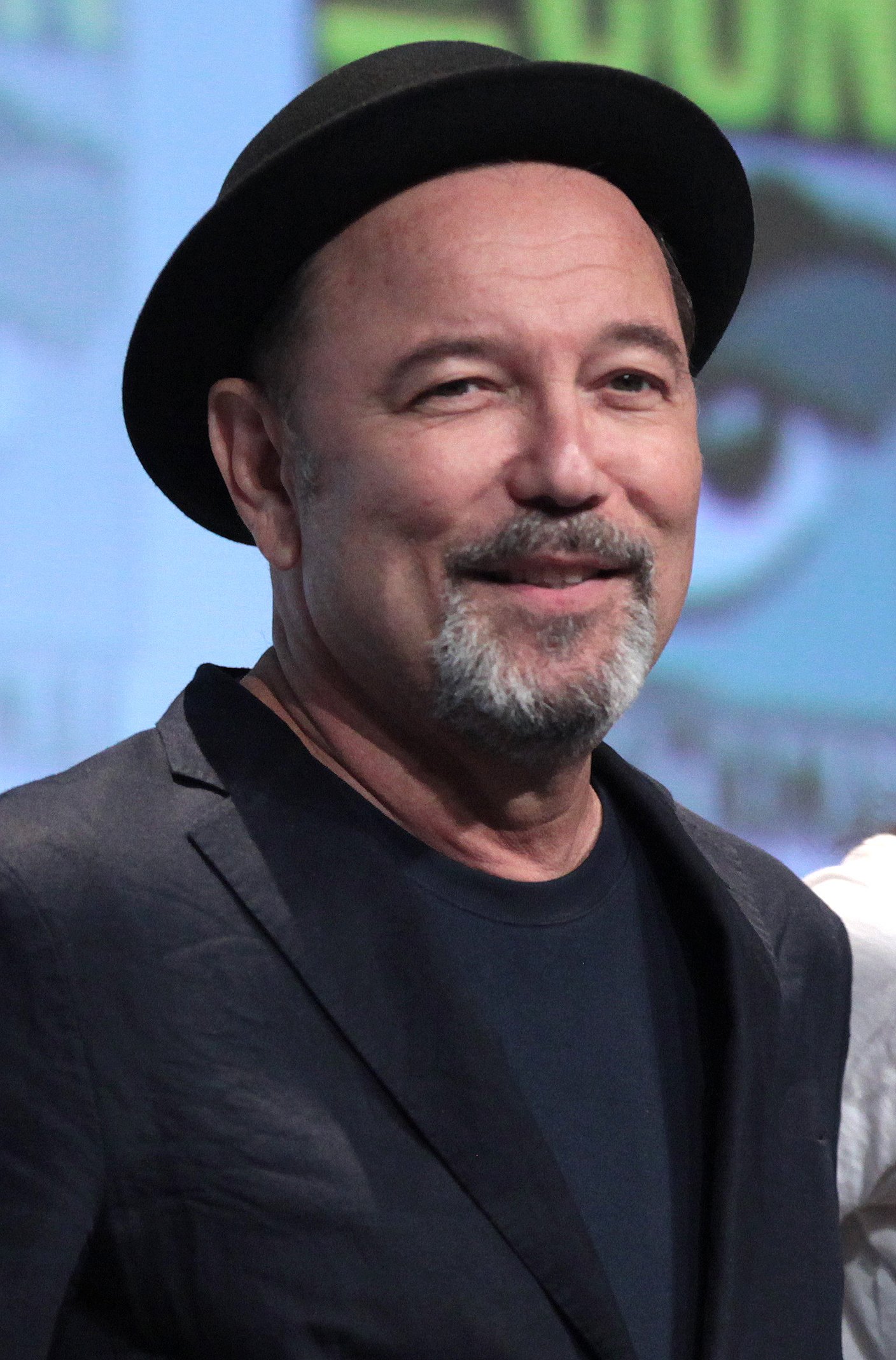
Рубен Блейдс, исполнитель роли детектива Дени Арчулетто

## Производство

### Сценарий
| «            | Мы также думали о том, чтобы перенести сюжет картины во времена «Второй Мировой войны» в битву при Балдже, которая развернулась в середине зимы. Немецкий взвод и американский взвод, сражались бы друг с другом, до того как появлялся бы Хищник и они вынуждены были бы объединиться, чтобы победить его. Мы думали, что эффект от снега будет совсем другим. | » |
| — Джим Томас | |   |

Для написания сценария студией «20th Century Fox» были наняты близнецы Томас, работавшие над сценарием первой картины. Согласно сценарию, новый фильм должен был стать продолжением истории о расе, прилетающей на землю для охоты, которая является частью их культуры. По сценарию предполагалось, что на месте окончания первой картины появлялся бы другой охотник, который подобрал бы руку погибшего пришельца, идентифицировал с помощью наручного компьютера персонажа Шварценеггера и начал бы за ним охоту. Другая идея состояла в том, чтобы переместить действие картины в период Второй мировой войны, где инопланетянин охотился бы на американских и немецких солдат, которые впоследствии объединялись для борьбы против него. Несмотря на то, что идея многим понравилась, создателей картины смутило то, что немецкие солдаты к финалу походили на героев, и было принято решение оставить эту идею на будущее.

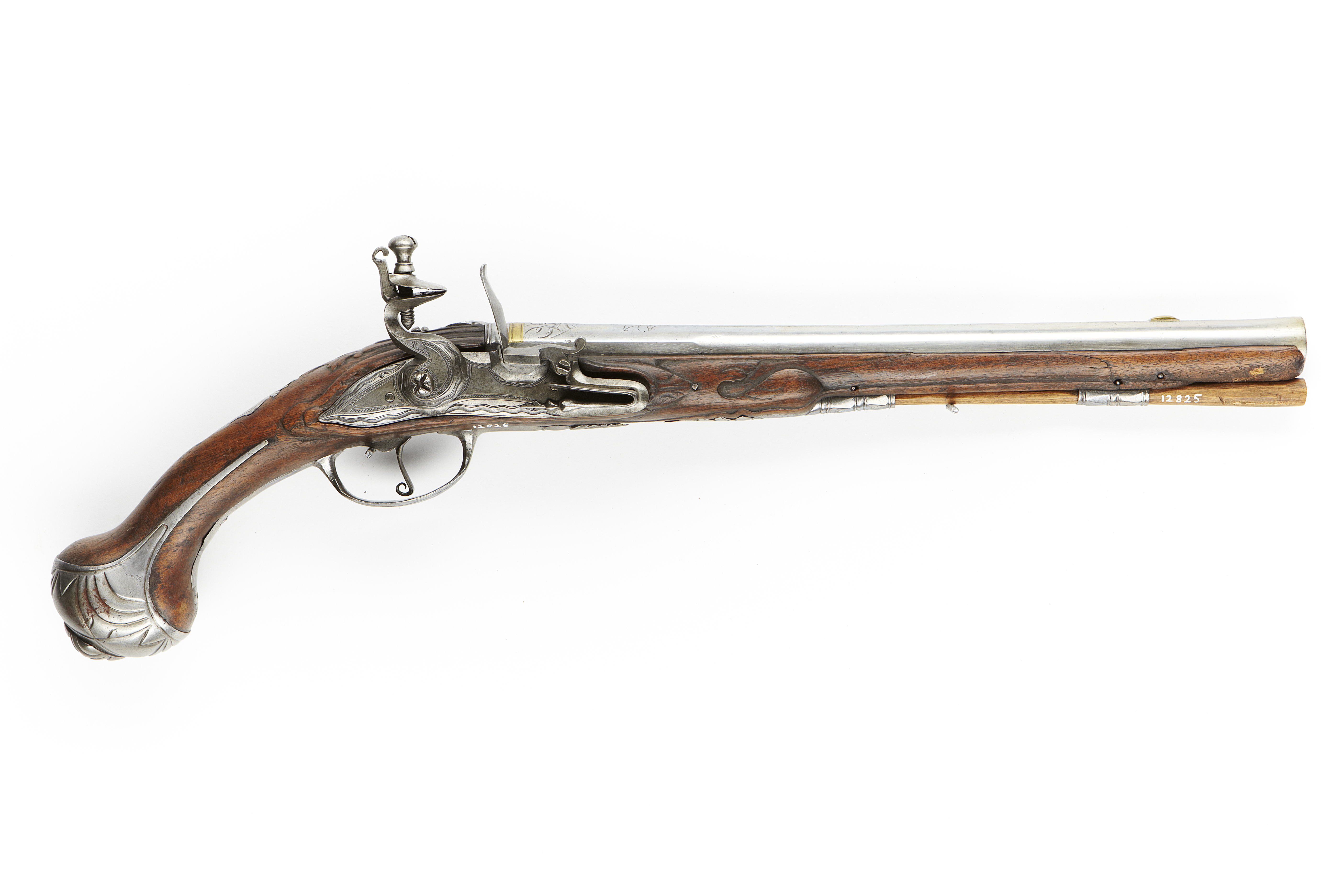
Образец антикварного оружия подобного тому что дарит инопланетянин герою Гловера

Было добавлено несколько сцен комического содержания для того, чтобы картина не была такой хмурой, как предыдущий фильм, например, одна из сцен с актрисой Сильвией Каудер, в которой она угрожает шваброй инопланетянину, проникшему в её ванную комнату.
Настоящие джунгли заменили каменными, и теперь охотник передвигался не по деревьям, а по крышам домов. Пистолет, который передает один из инопланетян герою Гловера, являлся уловкой сценаристов для того, чтобы увязать фильм с возможным продолжением, сюжет которого будет развиваться в другом времени. В одном из интервью братья Томас, рассказали о том, что изначально не планировалось снимать продолжение, однако серии комиксов изменили решение студии. Идея создать ямайскую банду появилась благодаря реально существовавшей банде, терроризирующей Нью-Йорк в 80-х годах.

### Подбор актёров

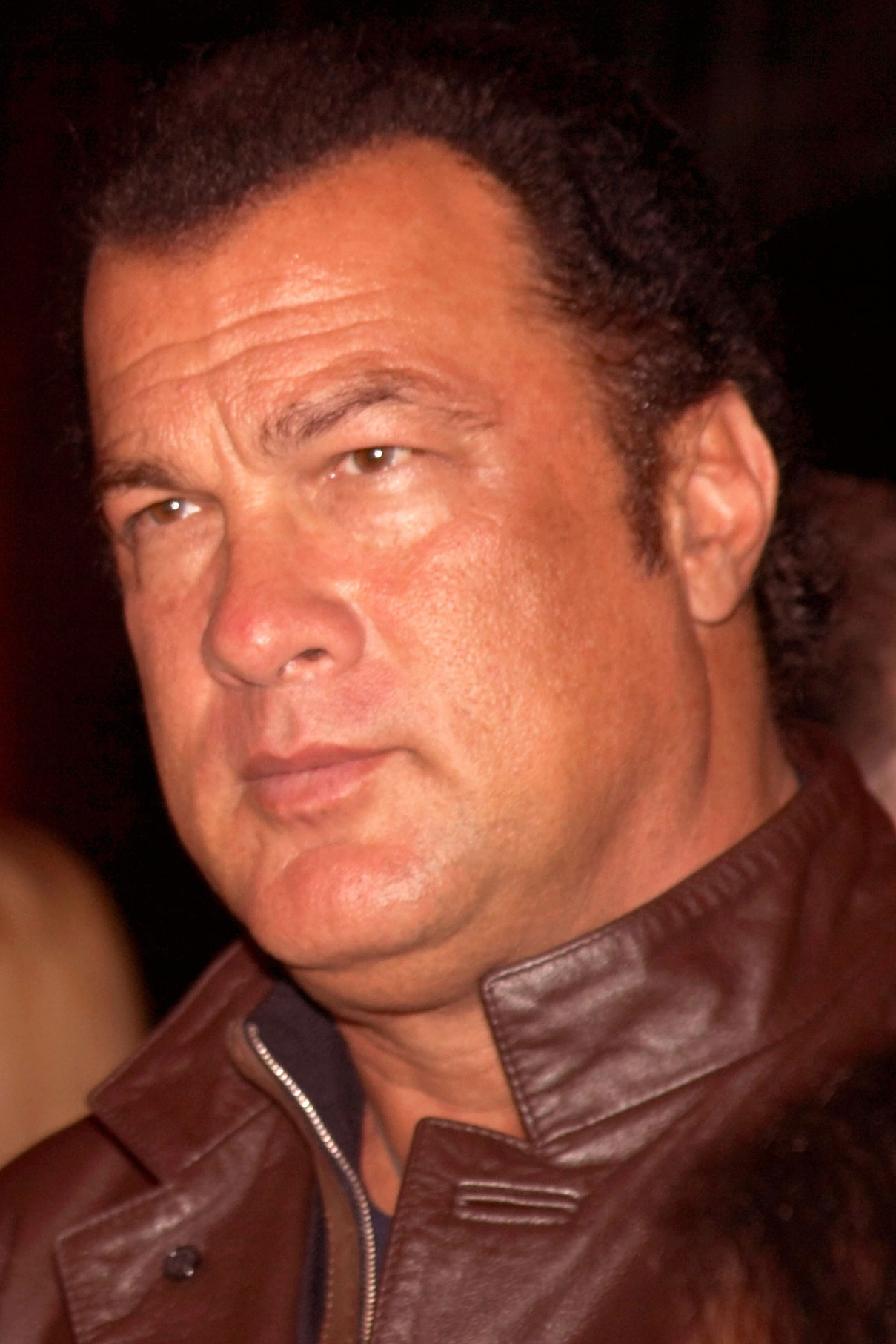
Стивен Сигал

После отказа Арнольда Шварценеггера, который исполнил главную роль в первом фильме, Джоэлем Силвером было принято решение пригласить на главную роль звезду кинофильма «Смертельное оружие» Денни Гловера, которому в 1986 году предлагали роль в первом фильме. Готовясь к съёмкам, Гловер бегал на пляже и поднимал тяжести, он был в лучшей своей форме. Идея сыграть крутого парня, который сражается с инопланетным охотником один на один и побеждает его, показалась ему заманчивой. Гловер исполнил роль лейтенанта Харригана, полицейского, готового нарушить правила ради получения результатов, преданного своим коллегам и всё же похожего на «Грязного Гарри».

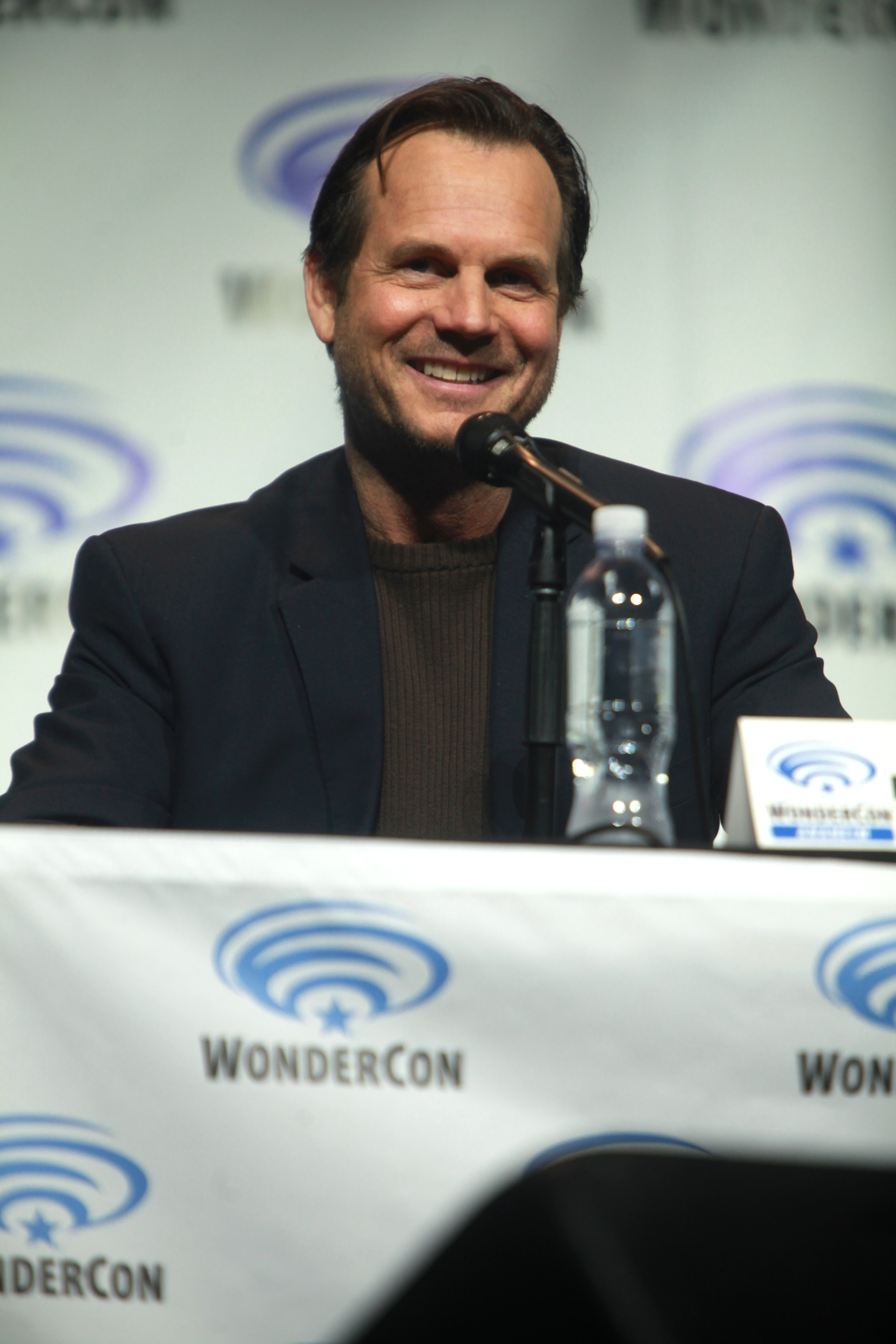
Билл Пэкстон

Шварценеггер отказался от роли по ряду причин, одной из которых был перенос места действия из джунглей в город, кроме того, он хотел получить больше экранного времени, как в первом фильме, и наконец, он не был в восторге от режиссёра. Позже выяснилась ещё одна — решающая причина: разногласия в размерах денежного вознаграждения.
После отказа Арнольда Шварценеггера, до того как обратиться к Гловеру, Стивен Хопкинс обратил своё внимание на Стивена Сигала, но после визита в дом актёра, увидев его коллекцию оружия и пообщавшись с ним, передумал.
Для роли шумного новичка в отделе был приглашен Билл Пэкстон, который уже имел опыт в съёмках в фантастических боевиках. Персонаж Пакстона кажется дешёвкой, однако оказывается компетентным полицейским, стоящим до конца, пока его не убивают. Билл Пакстон один из двух актёров, который снимался и в «Хищнике-2», и в «Чужих», и в «Терминаторе» и погиб в кадре от рук каждого из антагонистов, Лэнс Хенриксен был близок к этому рекорду, но погибал лишь от рук машины в фильме «Терминатор» и Хищника в картине «Чужой против Хищника».

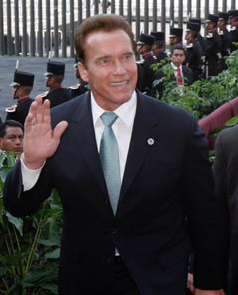
Арнольд Шварценеггер

Шварценеггеру также предлагали небольшую роль Питера Киза, но после его отказа она была переписана под Гэри Бьюзи. Герой Бьюзи может быть и не отрицательным персонажем, но он всё же «настоящая сволочь», стремящийся получить инопланетную технологию любой ценой, невзирая на жертвы. На роль детектива Леоны пригласили Марию Алонсо, ранее уже работавшую вместе со Шварценеггером в фантастическом фильме «Бегущий человек», снятому по роману Стивена Кинга. По сюжету картины, жизнь её озорного персонажа спасает беременность. Роль детектива Арчулетты, которого убивает охотник, получил музыкант и актёр Рубен Блейдс.
Роль инопланетного охотника вновь исполнил Кевин Питер Холл. Денни Гловер, будучи баскетбольным болельщиком, пригласил для съёмок в картине игроков команды НБА. Для съёмок в роли «Короля Вилли», лидера криминального движения растаманов, был приглашен Кэлвин Локхарт, грим сделал его страшным, похожим на чёрта.

### Съёмки
Режиссёрское кресло было отдано Стивену Хопкинсу. Съёмки картины проходили в Лос-Анджелесе. Режиссёр признавался в том, что вести съёмки на окраинах города в то время было настоящим вызовом для него, так как люди окраин были очень недовольны шумом во время съёмок и бросали из окон бутылки в съемочную группу, а позднее в мусоре был найден труп человека. Кадры в начале фильма были сняты с вертолёта над «Парком Гриффина». Работу над визуальными эффектами осуществляла студия Стэна Уинстона, занимавшаяся разработкой дизайна для серии фильмов «Чужой», поэтому в одной из сцен появляется череп этого существа. Из-за огромного количества насилия картина получила рейтинг «NC-17»; для того, чтобы получить рейтинг «R», режиссёру пришлось дважды монтировать отснятый материал.

Места съёмки
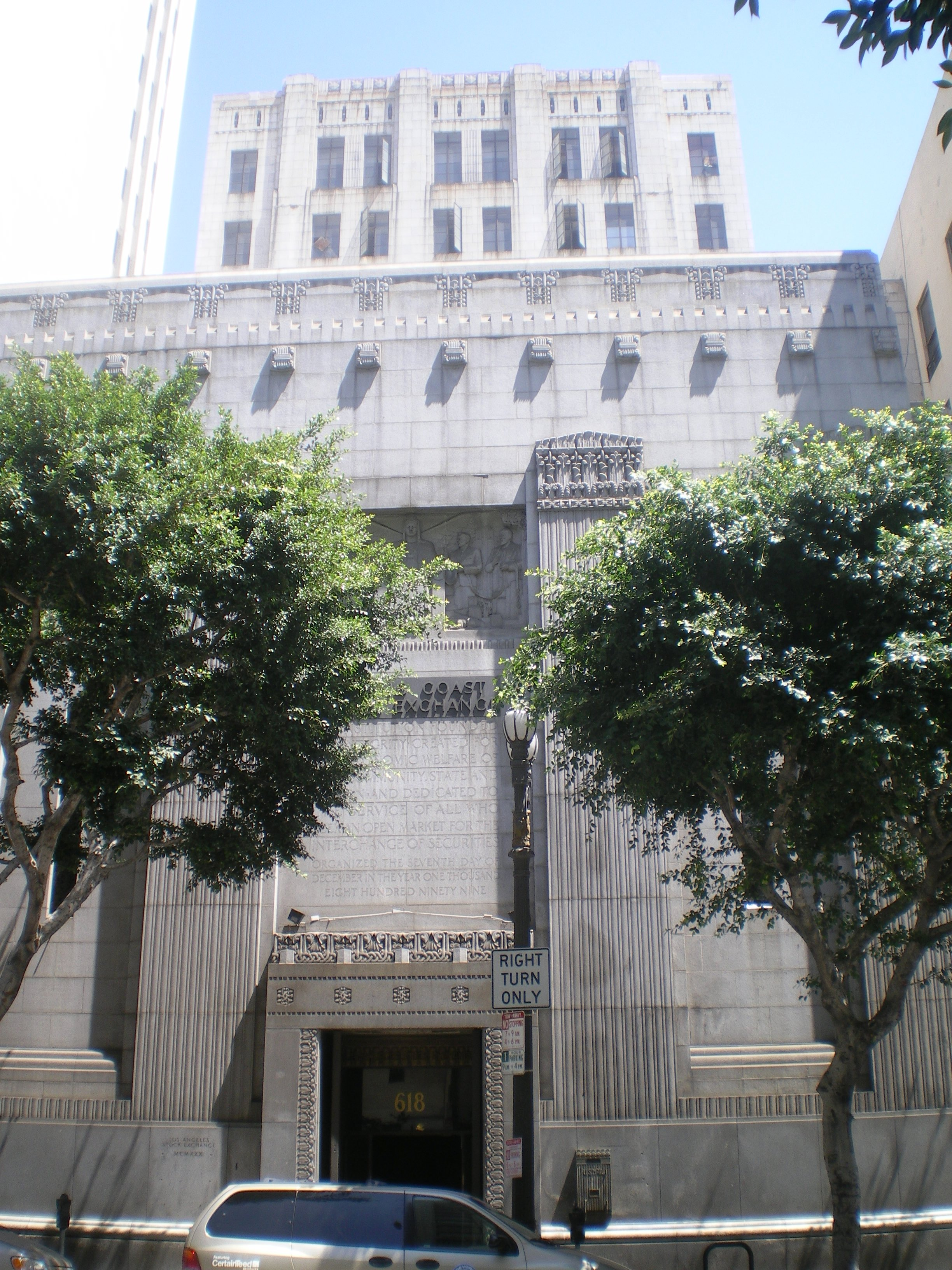
«Департамента полиции» Лос-Анджелеса
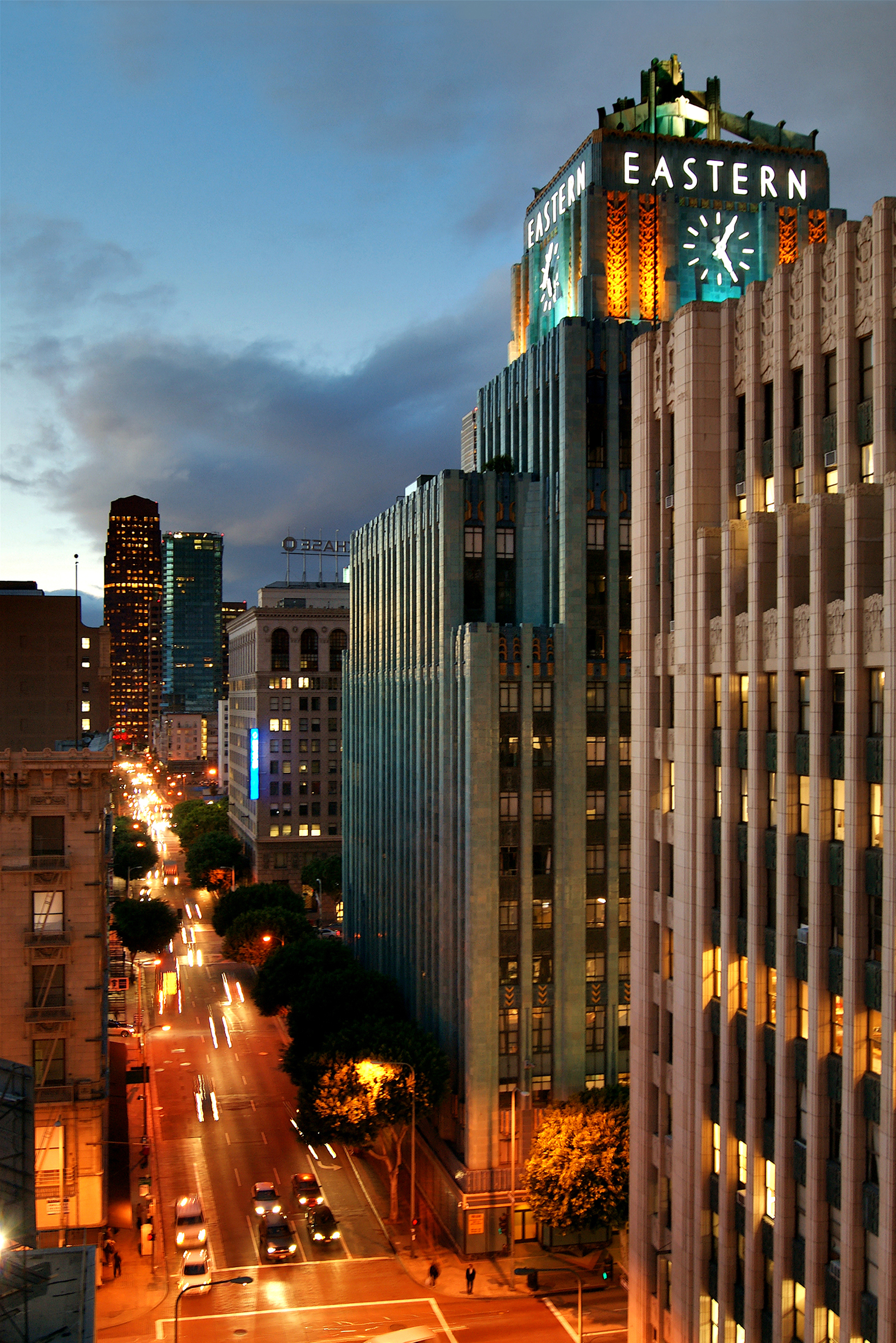
«Восточная колумбийская башня»
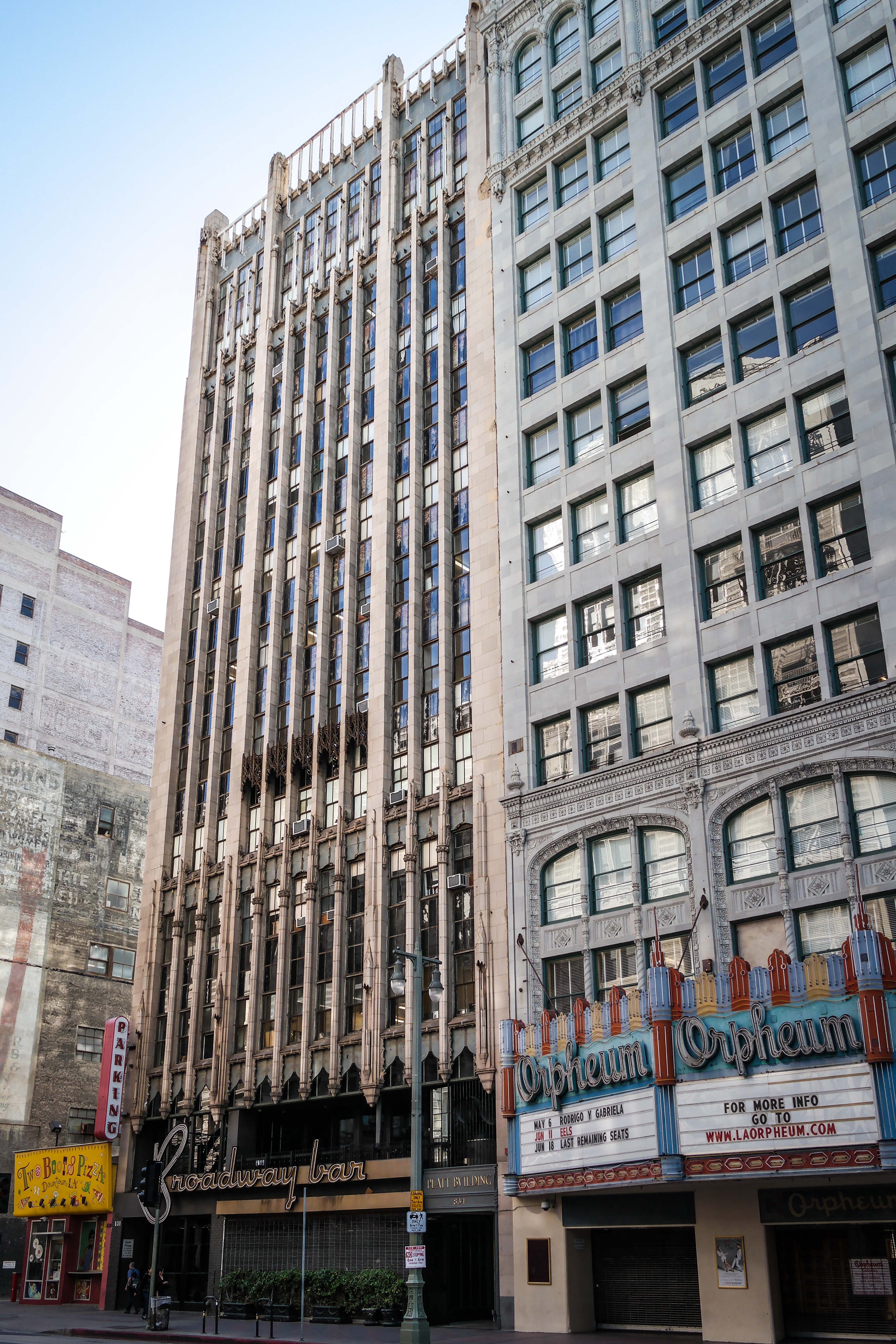
Здание «Платт»
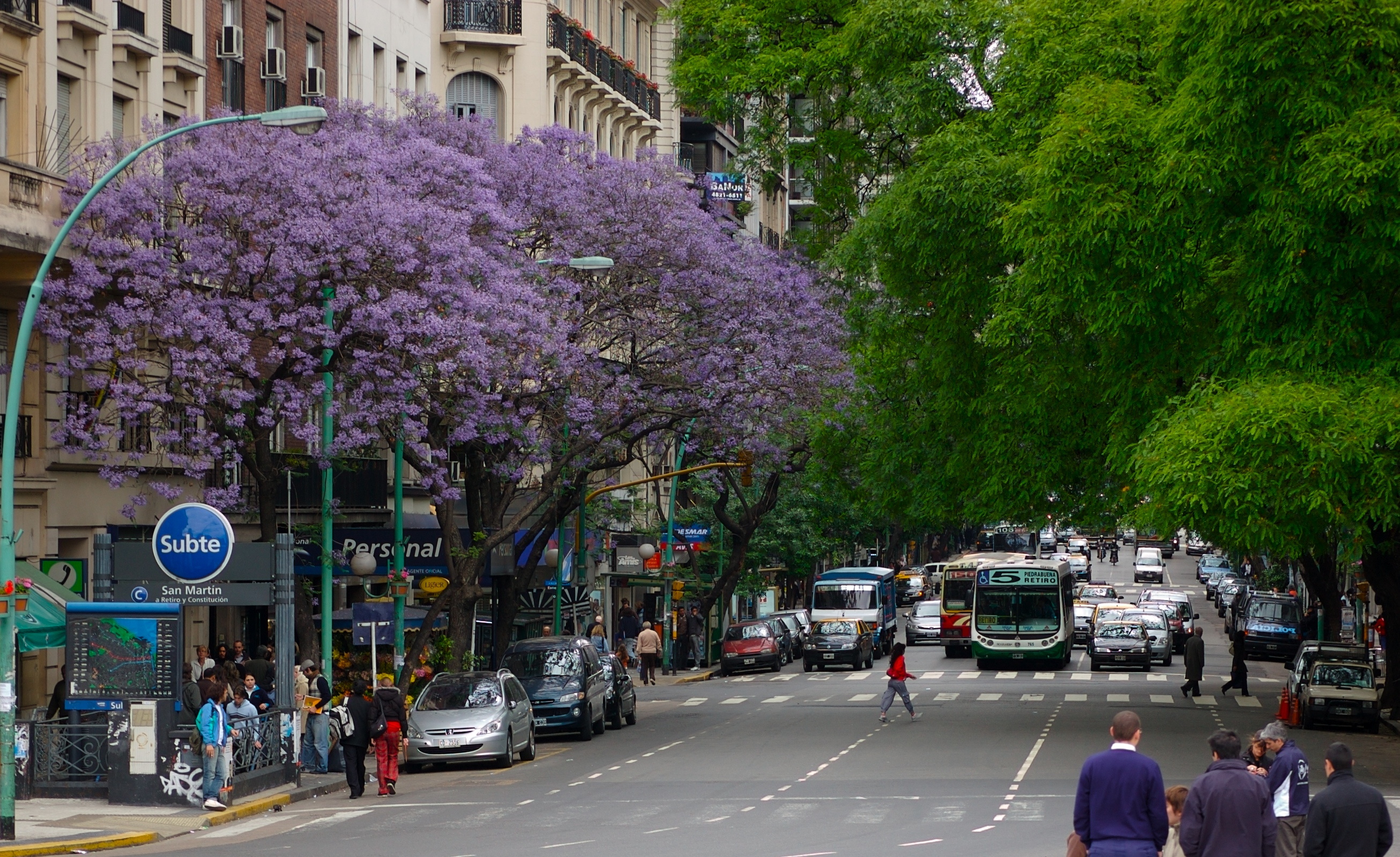
Авенида Санта-Фе
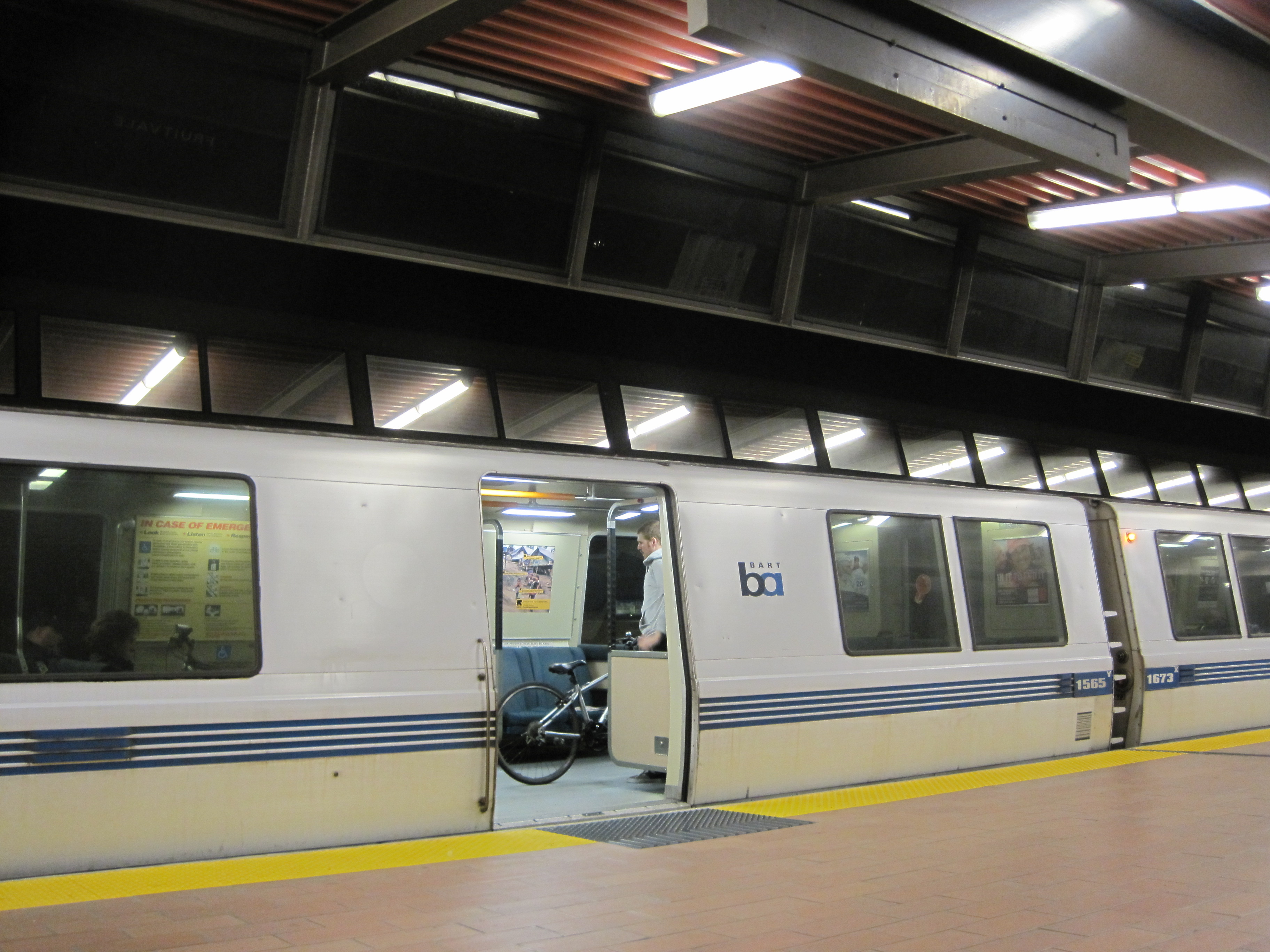
Bay Area Rapid Transit
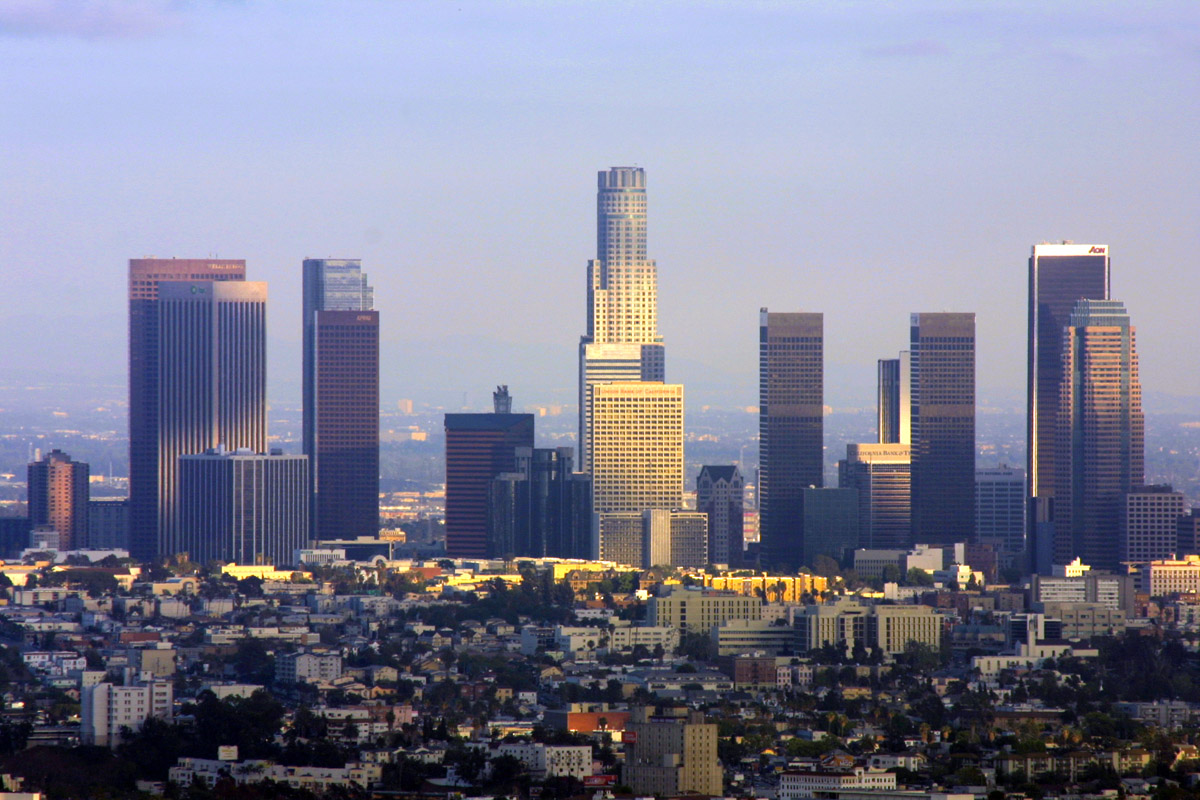
Вид на город Лос-Анджелес
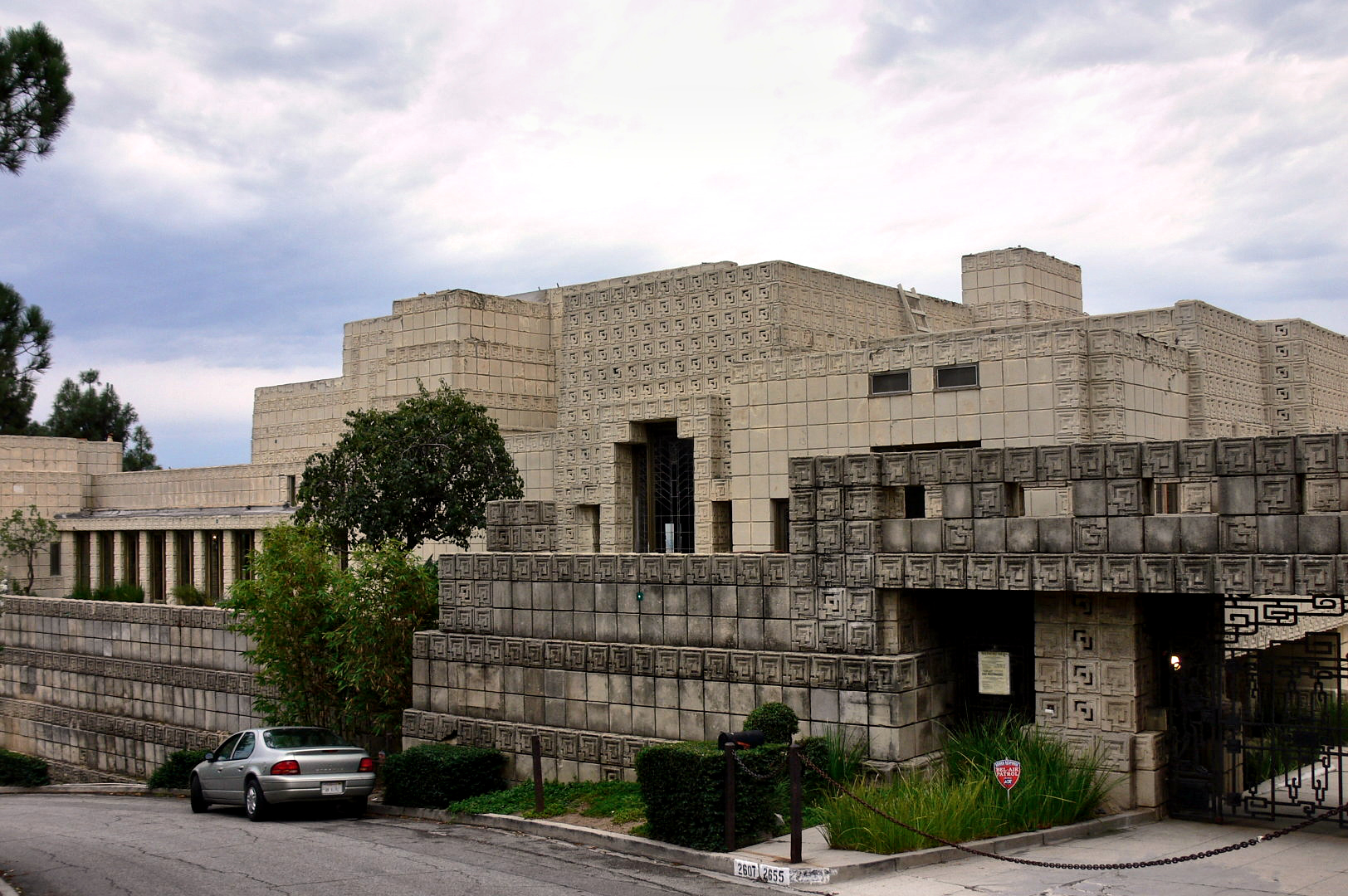
Дом Энис

## Награды и номинации
Кинопремия «Сатурн» — номинации: лучший грим, лучший научно-фантастический фильм, лучшие спецэффекты.

## Критика
В основном картина получила негативные отзывы критиков и зрителей, однако это не касалось персонажа, сыгранного Денни Гловером. Позиции обозревателей «Вашингтон пост» разделились, на одного обозревателя фильм произвел приятное впечатление и напомнил нечто среднее между фильмами «Робокоп» с его мрачной иронией и «Бегущий по лезвию» с его задумчивой фантазией, по его мнению, Денни Гловер привнес в эту приключенческую картину глубину. Другой обозреватель отозвался о картине как о не оригинальной, холодной, и посчитал что лишь актёрское мастерство Гловера спасло фильм.
Обозреватель «Нью-Йорк Таймс» назвал кинофильм типичным представителем боевиков. Обозреватель «Чикаго Сан-Таймс», критик Роджер Эберт, дал картине 2 из 4 звёзд и предположил, что лента представляет собой злобную и безобразную фантазию. Он также заметил, что у дизайна инопланетянина есть расистский оттенок, который подсознательно пробуждает страх перед темнокожими людьми.
Несмотря на негативные отзывы и низкие кассовые сборы, у фильма множество поклонников по всему миру.